# 火神被殺
『火神被殺』（かしんひさつ）は、松本清張の短編小説。『オール讀物』1970年9月号に掲載され、1973年8月に短編集『火神被殺』収録の表題作として、文藝春秋より刊行された。 

## あらすじ
昭和41年10月、島根県の出雲湯村温泉近くの山林でバラバラの白骨死体が発見された。腰部の骨がなく、死亡時は昭和40年の晩春から秋の間と推定された。ぼくの甥の木谷利一は、元お巡りさんであったが、昭和40年9月の松江市内の或る事件で市内の旅館を捜査した際、宿帳の元帳と写しとが違う人名が一つずつあり、5月に泊まった宿泊客が宿帳に名前を書いたが、それは間違いで書き直しを7月に依頼されたという出来事があったのを思い出し、宿帳の書き替え一件と白骨事件の関連について、ぼくに感想を求めた。二週間後、元帳の名前の人物は実在し、その学校時代の同級生に、ぼくの古代史仲間の砂村保平助教授がいることがわかった。
ぼくと砂村保平とは出雲と大和朝廷の関係について話し、出雲国風土記や神賀詞と記紀の照合について身を入れていた。ぼくらのグループには変った風貌の長谷藤八もおり、砂村保平の教室の助手をしていた河野啓子が友だちの長谷路子を連れてきて、路子の兄の長谷藤八もこの集りに出席したいと申し出たのだった。
長谷藤八はふいと顔を見せなくなり、しばらく経って現れることが続いていたが、あるとき、砂村保平のところに刑事がきたことから、びっくりしたことに、長谷藤八は窃盗の常習犯で、妹の長谷路子によると、兄の盗癖は小学校のころから直らず、直るまでは結婚しないことに決めていたが、実は河野啓子が好きで、兄が刑務所から出所したら啓子が身柄を引き取るというのであった。昭和43年の早春、長谷藤八は満期をつとめて出所したが、われわれの前にあらわれず、路子はぼくらに事実が知られたのを恥じて顔出ししなくなったのですといった。砂村保平は路子を中継に手紙を出し、長谷藤八から古代史の考えを問い合わせることにしていた。
甥がぼくの家にやってきて、宿帳の一件で書き替え前の人物が警視庁に実在し、その大学の同期に長谷藤八がいることを伝える。バラバラ白骨の犯人は警視庁の人物を偽名に使ったことを危険と感じて宿帳を書き替え、長谷藤八が砂村保平とのつながりから書き替え前と書き替え後の両方の人物を知っていた可能性を指摘する。加えて長谷藤八は実は刑務所に服役していなかったことを知るに及び、ぼくと甥は、真相を探るため、出雲路に入る。

## エピソード
- 著者は湯村温泉に行ったのは1968-69年頃の『私説古風土記』を書くときの取材だったと述べている[1]。
- 推理小説評論家の権田萬治は、「この作品では、古代史の知識が結末の意外性を作り出すためにいわば逆用されていることが新鮮であるばかりでなく、トリックに法医学的知識が巧みに使われているのが面白い」と述べている[2]。
- 詩人の天沢退二郎は、本作冒頭の前置き「ぼくの経験を書く。なるべく簡略な記述ですすめたい」とする一人称の話者の記述が、解決部の布石になっていると述べている[3]。

## 関連項目

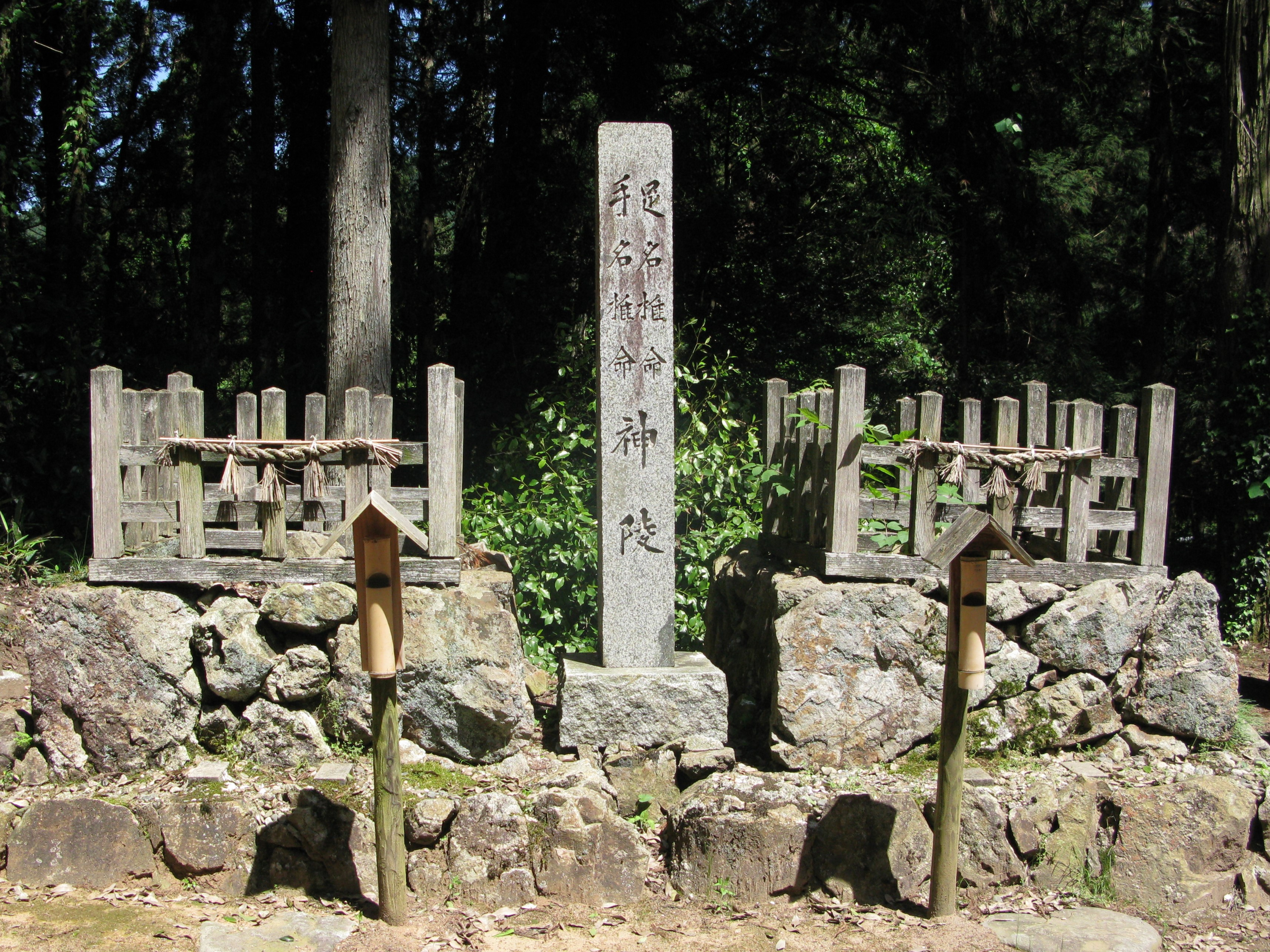
温泉神社境内の足名椎・手名椎神陵